# NGC 1032
NGC 1032 je spiralna galaksija u zviježđu Kita.